# Steve Lemmens
Steve Lemmens (* 8. September 1972; † 10. Oktober 2016) war ein belgischer Snookerspieler und -trainer, der 1990 die belgische Snooker-Meisterschaft gewann. Nachdem er im selben Jahr das Finale der Amateurweltmeisterschaft erreicht hatte, war er von 1991 und 1997 mit beschränktem Erfolg Profispieler. In dieser Zeit konnte er die Runde der letzten 32 der Welsh Open 1993 und das Viertelfinale zweier Events der WPBSA Minor Tour 1994/95 erreichen, kam aber nie über Platz 167 der Snookerweltrangliste hinaus. Dafür war seine weitere Karriere von verschiedenen Amateurerfolgen geprägt.

## Karriere
Ab Mitte der 1980er-Jahre gehörte Lemmens zu den führenden Juniorenspielern Belgiens und zu einem der aufstrebenden Talente des Landes. Ab 1987 stand er vier Mal in Folge im Endspiel der U21-Meisterschaft und konnte dabei drei Mal gewinnen. Im Doppel wurde er 1987 Vize-Meister, ehe er 1988 zusammen mit Mario Lannoye die Meisterschaft gewann. Noch 1987 erreichte er ebenfalls das Finale der belgischen Herren-Meisterschaft, verlor aber gegen Mario Lannoye. Deshalb durfte er ein Jahr später an der Amateurweltmeisterschaft teilnehmen, wo er in der Gruppenphase ausschied. Auch wenn er 1988 bereits im Viertelfinale der belgischen Meisterschaft ausschied, konnte Lemmens im selben Jahr an der Europameisterschaft teilnehmen, wo er aber ebenfalls in der Gruppenphase ausschied. Dagegen erreichte er bei der U21-Weltmeisterschaft die Hauptrunde, verlor aber im Viertelfinale gegen Paul Cavney. Zwei Jahre später feierte Lemmens mit dem Gewinn der belgischen Meisterschaft gegen Mario Lannoye seinen wichtigsten Erfolg. Im selben Jahr unterlag er zwar Tony Drago in der Runde der letzten 32 der Dutch Open, musste sich aber bei der U21-Weltmeisterschaft erst im Achtelfinale geschlagen geben. Bei der Amateurweltmeisterschaft desselben Jahres zog er dagegen mit Siegen über Joe Swail und Stefan Mazrocis ins Finale ein, verlor dort aber gegen den Iren Stephen O’Connor. Bis Mitte 1991 wurde Lemmens dann zu mehreren professionellen Turnieren wie dem Humo Masters 1990 eingeladen, ohne aber ein Spiel zu gewinnen. Mitte 1991 wurde er schließlich Profispieler.
Der Beginn von Lemmens’ Profikarriere verlief enttäuschend, denn der Belgier gewann nur wenige Spiele und verlor so gut wie immer in der Qualifikation. Bei den Weltranglistenturnieren zog Lemmens nur bei den Welsh Open 1993 in die Hauptrunde ein. Da Lemmens gleichzeitig in der belgischen Armee diente, gab ihm diese für Snookerturniere auf unbestimmte Zeit dienstfrei. Nach drei Saisons war er nur auf Rang 167 der Weltrangliste platziert. Größere Erfolge hatte er auf der deutschen Amateurtour, an der er zeitgleich teilnahm und auf der er verschiedene Endspiele erreichte. Nach einer weiteren Saison ohne Erfolge (mit Ausnahme zweier Viertelfinalteilnahmen im Rahmen der WPBSA Minor Tour) verzichtete Lemmens auf weitere Profipartien. Abgestürzt auf Rang 419, verlor er 1997 seinen Profistatus. 1995 stand er bereits wieder im Finale der belgischen Meisterschaft, verlor aber gegen Patrick Delsemme. Im selben Jahr nahm er auch wieder an der Amateurweltmeisterschaft teil, schied aber in der Gruppenphase aus. Nachdem Lemmens 1996 erneut das Finale der belgischen Meisterschaft verloren hatte (diesmal gegen Björn Haneveer), erreichte er im selben Jahr das Viertelfinale der Europameisterschaft und das Halbfinale der Amateurweltmeisterschaft. Während des Turnieres hatte Lemmens ein Maximum Break gespielt, die Prämie (ein Auto) war aber bereits an einen anderen Spieler vergeben worden. Lemmens erhielt vom ausrichtenden, neuseeländischen Billardverband als Ersatz ein Spielzeugauto, was erhebliche Kritik hervorrief. Daraufhin entschuldigte sich der neuseeländische Billardverband und der Billardverband von Taranaki sponserte eine Geldprämie im Wert von 5.000 £. Später sorgte ein Artikel des Nez Zealand Herald, der die Geschichte verkürzt dargestellt hatte, für eine Beschwerde des neuseeländischen Billardverbandes beim New Zealand Media Council wegen unvorteilhafter Berichterstattung, die aber keinen Erfolg hatte.
Auch 1997 wurde Lemmens durch eine Finalniederlage gegen Patrick Delsemme belgischer Vize-Meister, woran sich diesmal neben einer Teilnahme an der Runde der letzten 32 der Amateurweltmeisterschaft eine Viertelfinalteilnahme bei der Europameisterschaft anschloss. 1998 folgte eine weitere Achtelfinalteilnahme bei der Amateurweltmeisterschaft. Anfang der 2000er-Jahre erreichte Lemmens regelmäßig die finalen Runden der belgischen Meisterschaft, kam aber nicht mehr ins Finale. Für die Saison 2001/02 schrieb sich der Belgier für mehrere Profiturniere ein, trat aber zu keinem Spiel an. Danach wurde es ruhiger um Lemmens. 2009 nahm er ohne Erfolg an dem damals in Belgien ausgetragenen EBSA International Play-Off teil. Mittlerweile auch als Snookertrainer aktiv, nahm Lemmens nur noch spärlich an belgischen Turnieren teil. 2014 erreichte er noch einmal das Achtelfinale der belgischen Meisterschaft, unterlag aber Tomasz Skalski. Mehr Erfolg hatte er in dieser Zeit im Doppel, einer Kategorie der belgischen Meisterschaft, in der Lemmens seit 1987 bereits fünf Endspiele erreicht hatte, von denen er zwei gewinnen konnte. Mit Peter Bullen konnte er 2014 und 2016 zwei weitere Titel im Doppel gewinnen.
Lemmens besaß in Tremelo einen eigenen Snookerclub und hatte eine eigene Familie mit drei Kindern gegründet. Am 10. Oktober 2016 beging er Suizid. Lemmens’ Tod löste in der Snookerwelt Bestürzung aus, insbesondere im belgischen Snooker. Für Peter Bullen war der Suizid seines Freundes unerklärlich; Bullen sah in Lemmens einen kämpferischen Spieler, der zusammen mit Mario Lannoye Snooker in Belgien groß gemacht habe. Genauso wie Bullen kondolierten auch der belgische und der flämische Snookerverband. Im internationalen Snooker drückten unter anderem Stuart Bingham und Joe Swail wie auch der WPBSA-Vorsitzende Jason Ferguson ihr Mitgefühl aus.

## Erfolge
Einzel
| Ausgang         | Jahr | Turnier                                                              | Finalgegner         | Ergebnis |
| --------------- | ---- | -------------------------------------------------------------------- | ------------------- | -------- |
| Amateurturniere |      |                                                                      |                     |          |
| Sieger          | 1987 | Belgische U21-Meisterschaft                                          | Steve Cohen         | 7:3      |
| Zweiter         | 1987 | Belgische Snooker-Meisterschaft                                      | Mario Lannoye       | 0:7      |
| Sieger          | 1988 | Belgische U21-Meisterschaft                                          | Steve Cohen         | 5:1      |
| Zweiter         | 1989 | Belgische U21-Meisterschaft                                          | Erik Van der Linden | 3:5      |
| Sieger          | 1990 | Belgische U21-Meisterschaft                                          | Patrick Delsemme    | 5:1      |
| Sieger          | 1990 | Belgische Snooker-Meisterschaft                                      | Mario Lannoye       | 7:2      |
| Zweiter         | 1990 | IBSF-Snookerweltmeisterschaft                                        | Stephen O’Connor    | 8:11     |
| Zweiter         | 1992 | German Open Snooker Ranking – Event 7 – 4 Stars – München Open       | Mike Henson         | 1:4      |
| Sieger          | 1992 | German Open Snooker Ranking – Event 27 – 2 Stars                     | Mario Geudens       | 3:1      |
| Sieger          | 1993 | German Open Snooker Ranking – Event 9 – 4 Stars – Gelsenkirchen Open | Peter Bullen        | 4:2      |
| Zweiter         | 1995 | Belgische Snooker-Meisterschaft                                      | Patrick Delsemme    | 3:7      |
| Zweiter         | 1996 | Belgische Snooker-Meisterschaft                                      | Björn Haneveer      | 6:7      |
| Zweiter         | 1997 | Belgische Snooker-Meisterschaft                                      | Patrick Delsemme    | 5:7      |

Team
| Ausgang | Jahr | Turnier                                  | Teampartner     | Gegner im Finale                       | Endstand |
| ------- | ---- | ---------------------------------------- | --------------- | -------------------------------------- | -------- |
| Zweiter | 1987 | Belgische Snooker-Meisterschaft – Doppel | Willy Schoeters | M. Alleman H. Claes                    | 2:7      |
| Sieger  | 1988 | Belgische Snooker-Meisterschaft – Doppel | Mario Lannoye   | J. Gillespie Dirk Kesteloot            | 5:1      |
| Zweiter | 1990 | Belgische Snooker-Meisterschaft – Doppel | Mario Geudens   | Yvan Van Velthoven Eric Van der Linden | 1:5      |
| Sieger  | 2001 | Belgische Snooker-Meisterschaft – Doppel | Peter Bullen    | Leigh Griffin Pascal Huwé              | 4:1      |
| Zweiter | 2002 | Belgische Snooker-Meisterschaft – Doppel | Peter Bullen    | Nico Devlies Curd Persyn               | 2:4      |
| Sieger  | 2014 | Belgische Snooker-Meisterschaft – Doppel | Peter Bullen    | Kevin Hanssens Yvan Van Velthoven      | 5:4      |
| Sieger  | 2016 | Belgische Snooker-Meisterschaft – Doppel | Peter Bullen    | Jurian Heusdens Tomasz Skalski         | 5:4      |